# The Royal Regiment of Canada
Vous lisez un « bon article » labellisé en 2017.
Ne doit pas être confondu avec The Royal Canadian Regiment
The Royal Regiment of Canada, abrégé en RRC ou R Regt C, littéralement « Le Régiment royal du Canada », est un régiment d'infanterie de la Première réserve de l'Armée canadienne composé de trois compagnies et une fanfare. Il fait partie du 32e Groupe-brigade du Canada au sein de la 4e Division du Canada et est stationné à Toronto en Ontario. Il s'agit du plus grand régiment de la Première réserve en termes d'effectif. La fanfare est la plus ancienne fanfare organisée en service ininterrompu des Forces armées canadiennes
L'unité est créée en 1862 sous le nom de « The 10th Battalion Volunteer Militia Rifles, Canada » (« Le 10e Bataillon de fusiliers de la Milice volontaire, Canada »). Elle devient un régiment en 1900 en adoptant le nom de « 10th Regiment "Royal Grenadiers" » (« 10e Régiment "Grenadiers royaux" »). En 1936, le régiment, qui s'appelle alors « The Royal Grenadiers » (« Les Grenadiers royaux »), fusionne avec The Toronto Regiment (« Le Régiment de Toronto »), créé en 1920, pour devenir The Royal Regiment of Toronto Grenadiers (« Le Régiment royal des Grenadiers de Toronto »). Il adopte son nom actuel en 1939.
En plus de sa propre histoire et de celle du Toronto Regiment, The Royal Regiment of Canada perpétue l'héritage de six bataillons du Corps expéditionnaire canadien (CEC) de la Première Guerre mondiale, les 3e, 58e, 123e, 124e, 170e et 204e Bataillon, CEC.

## Rôle et organisation

Insigne distinctif de la 4e Division du Canada

The Royal Regiment of Canada est un régiment d'infanterie d'un seul bataillon comprenant trois compagnies et une fanfare, toutes stationnées à Toronto en Ontario. Il fait partie du 32e Groupe-brigade du Canada, un groupe-brigade de la Première réserve de l'Armée canadienne qui fait lui-même partie de la 4e Division du Canada. Son quartier général se situe dans le manège militaire de Fort York à Toronto. En fait, il s'agit de la plus grande unité militaire de Toronto.
Tout comme c'est le cas pour les autres unités de la Première réserve de l'Armée canadienne, le rôle du Royal Regiment of Canada est de former des soldats à temps partiel afin de servir de renfort lors des opérations des Forces armées canadiennes ainsi que d'être prêts pour le service actif pour appuyer les autorités civiles lors de catastrophes naturelles dans la région locale.

## Histoire
| Nom                                                     | Date             |
| ------------------------------------------------------- | ---------------- |
| The 10th Battalion Volunteer Militia Rifles, Canada     | 14 mars 1862     |
| The 10th Battalion Volunteer Militia (Infantry), Canada | 21 novembre 1862 |
| Tenth or "Royal Regiment of Toronto Volunteers"         | 10 avril 1863    |
| 10th Battalion "Royal Grenadiers"                       | 5 août 1881      |
| 10th Regiment "Royal Grenadiers"                        | 8 mai 1900       |
| The Royal Grenadiers                                    | 1er mai 1920     |
| The Royal Regiment of Toronto Grenadiers                | 15 décembre 1936 |
| The Royal Regiment of Canada                            | 11 février 1939  |
| 2nd Battalion, The Royal Regiment of Canada             | 7 novembre 1940  |
| The Royal Regiment of Canada                            | 31 décembre 1945 |

### Origines et premiers conflits

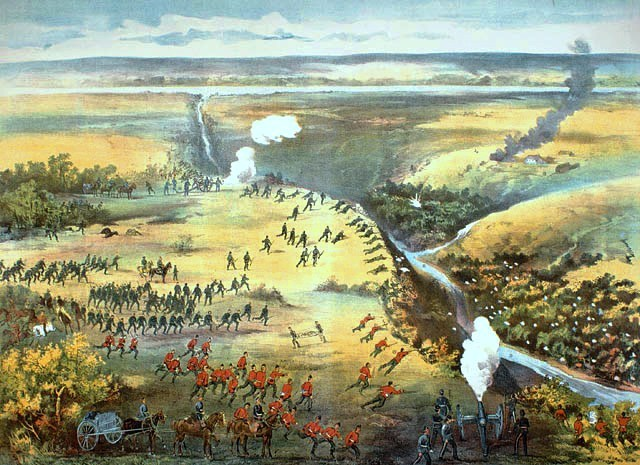
La bataille de Fish Creek.

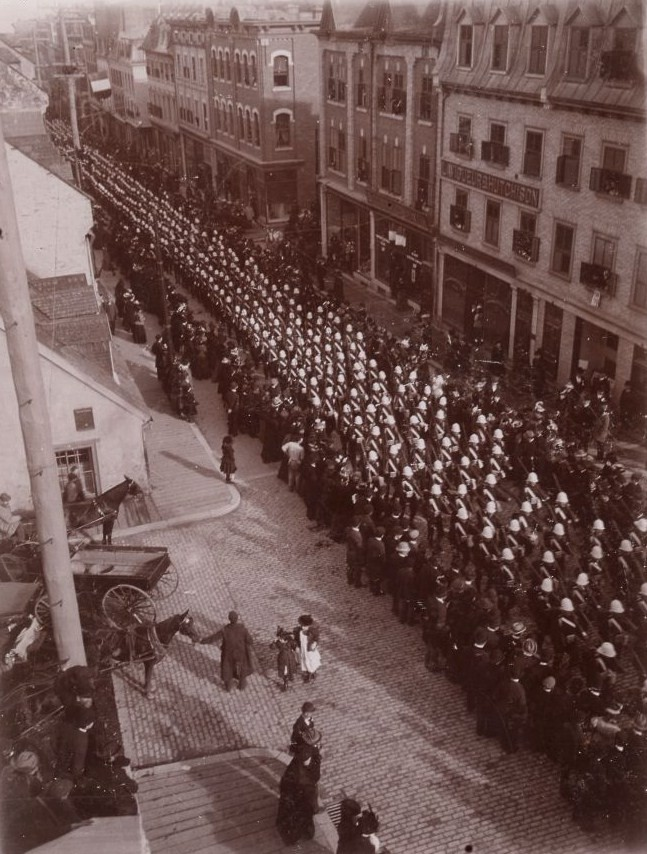
Contingent canadien défilant à Québec, au Québec, avant de partir pour la guerre en Afrique du Sud.

L'unité est officiellement créée le 14 mars 1862 à Toronto en Ontario en tant que The 10th Battlaion Volunteer Militia Rifles, Canada (littéralement « Le 10e Bataillon de fusiliers de la Milice volontaire, Canada »), mais, dans les faits, elle existait depuis le 21 décembre 1861 et était basée au Mechanics Institute,. Grâce à l'initiative de Frederic Cumberland, un ingénieur et un architecte qui conçoit notamment la cathédrale Saint-Jacques de Toronto, l'unité est mise sur pied. Il est le premier commandant du bataillon et occupe cette fonction jusqu'en 1865.
Le 21 novembre 1862, le bataillon est renommé en « The 10th Battalion Volunteer Milita (Infantry), Canada » (« Le 10e Bataillon de la Milice volontaire (Infanterie), Canada »), puis, le 10 avril 1863, en « Tenth or "Royal Regiment of Toronto Volunteers » (« Dixième ou "Régiment royal de Toronto »). Le 6 juillet 1863, l'unité a reçu ses premiers drapeaux de la part de la femme du commandant qui avait été cousus par un comité formé de femmes d'officiers et qui sont utilisés pendant plus de trois décennies.
En 1866, dans la foulée des raids féniens, le bataillon est mobilisé pour le service actif du 8 au 31 mars et du 1er au 22 juin pour servir à la frontière canado-américaine à Niagara en Ontario. Le 5 août 1881, le bataillon est rebaptisé en « 10th Battalion "Royal Grenadiers" » (littéralement « 10e Bataillon "Grenadiers royaux" »). Le 10 avril 1885, dans la foulée de la rébellion du Nord-Ouest dans l'Ouest canadien, des détachements du bataillon sont mobilisés pour le service actif. Ceux-ci servirent au sein de la colonne commandée par Sir Frederick Middleton jusqu'au 24 juillet 1885.
La seconde guerre des Boers en Afrique du Sud est le premier déploiement à l'étranger des Forces armées canadiennes. L'unité fournit des volontaires pour servir au sein du contingent déployé dans le cadre de ce conflit. Le 8 mai 1900, le bataillon devient un régiment en adoptant le nom de « 10th Regiment "Royal Grenadiers" » (« 10e Régiment "Grenadiers royaux" »).
Bien que l'unité utilise le préfixe royal depuis 1863, celui-ci lui est seulement remis officiellement par le roi George V en janvier 1910,.

### Guerres mondiales

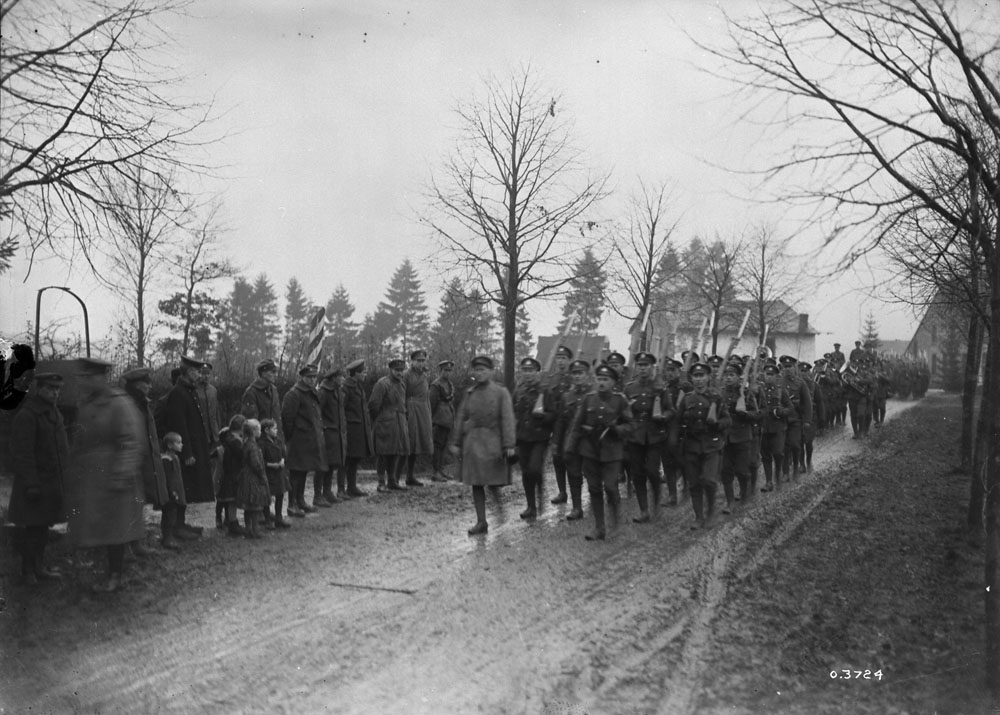
Le 3e Bataillon, CEC passant la frontière de l'Allemagne le 4 décembre 1918 en marche vers le Rhin lors de la Première Guerre mondiale.

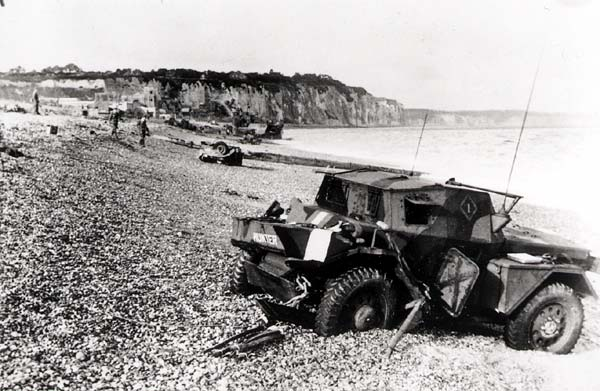
Véhicule de reconnaissance canadien abandonné à la suite du débarquement de Dieppe lors de la Seconde Guerre mondiale.

Le 6 août 1914, après le début de la Première Guerre mondiale, des détachement du 10th Regiment "Royal Grenadiers" sont mobilisés pour le service actif afin d'assurer la protection locale.
Le 1er mai 1920, le régiment est rebaptisé en « The Royal Grenadiers » (littéralement « Les Grenadiers royaux ») et réorganisé en tant que régiment avec trois bataillons. Le même jour, The Toronto Regiment (« Le Régiment de Toronto ») est mis sur pied et organisé avec quatre bataillons. Le 15 décembre 1936, les deux régiments fusionnèrent et le nouveau régiment est nommé « The Royal Regiment of Toronto Grenadiers » (« Le Régiment royal des Grenadiers de Toronto »). Le 11 février 1939, il adopte son nom actuel.
Le 1er septembre 1939, au début de la Seconde Guerre mondiale, le régiment mobilise The Royal Regiment of Canada, CASF pour le service actif. Ce dernier embarque pour l'Islande le 10 juin 1940 en tant que composante de la Force « Z » afin d'effectuer des devoirs de garnison. Le 31 octobre suivant, il se rend en Grande-Bretagne. Le 7 novembre 1940, il fut renommé en « 1er Bataillon, The Royal Regiment of Canada » tandis que l'unité de réserve au Canada est renommée en « 2e Bataillon, The Royal Regiment of Canada ».
Le 19 août 1942, le 1er Bataillon participe au débarquement de Dieppe. Le 7 juillet 1944, il débarque à nouveau en France en tant que composante de la 4e Brigade d'infanterie canadienne au sein de la 2e Division d'infanterie canadienne. Il combat dans le Nord-Ouest de l'Europe jusqu'à la fin du conflit. La dernière opération du régiment est de servir de garde de flanc à Oldenbourg en Allemagne.
Le bataillon outre-mer est officiellement dissous le 31 décembre 1945 et le bataillon de réserve au Canada réadopte alors le nom de « The Royal Regiment of Canada ». Au total, au cours de cinq années de combat durant la Seconde Guerre mondiale, The Royal Regiment of Canada a connu des pertes de 75 officiers et 1 531 soldats, incluant 29 officiers et 555 soldats tués au combat.

### Histoire récente
Des membres du régiment se portent volontaires pour servir lors d'opérations de maintien de la paix à Chypre, au Congo, en Érythrée, en Haïti, au Kosovo, en Bosnie, en Namibie, sur le plateau du Golan et au Sierra Leone. Des soldats du RRC servent également lors de la guerre d'Afghanistan.

## Liste des commandants
| Nom                                                 | Années                          | Nom                                 | Années                          |
| Commandant des Royal Grenadiers                     | Commandant des Royal Grenadiers | Commandant des Royal Grenadiers     | Commandant des Royal Grenadiers |
| --------------------------------------------------- | ------------------------------- | ----------------------------------- | ------------------------------- |
| Lieutenant-colonel F.W. Cumberland                  | 1862-1865                       | Lieutenant-colonel A.J. Bruel       | 1865-1871                       |
| Lieutenant-colonel J. Boxall                        | 1871-1873                       | Lieutenant-colonel W. Stollery      | 1873-1879                       |
| Lieutenant-colonel G.A. Shaw                        | 1879-1880                       | Lieutenant-colonel H.J. Grasett     | 1880-1888                       |
| Lieutenant-colonel G.D. Dawson                      | 1888-1892                       | Lieutenant-colonel J. Mason         | 1892-1899                       |
| Lieutenant-colonel J. Bruce                         | 1899-1902                       | Lieutenant-colonel G.A. Stimson     | 1902-1907                       |
| Lieutenant-colonel A.E. Gooderham                   | 1907-1913                       | Lieutenant-colonel H. Brock         | 1907-1913                       |
| Lieutenant-colonel W.B. Kingsmill                   | 1913-1915                       | Lieutenant-colonel J.C. Mason       | 1915                            |
| Lieutenant-colonel R.A. Macfarlane                  | 1915-1920                       | Lieutenant-colonel A.E. Gooderham   | 1921-1924                       |
| Lieutenant-colonel G.R. Geary                       | 1924-1926                       | Lieutenant-colonel A.O.T. Beardmore | 1926-1930                       |
| Lieutenant-colonel A.E. Duncanson                   | 1930-1934                       | Colonel A.E. Gooderham              | 1934-1935                       |
| Lieutenant-colonel S.H.B. Grasett                   | 1935-1936                       |                                     |                                 |
| Commandants du Royal Regiment of Toronto Grenadiers |                                 |                                     |                                 |
| Lieutenant-colonel S.H.B. Grasett                   | 1936-1937                       | Lieutenant-colonel G. Hedley Basher | 1937-1939                       |
| Commandants du Royal Regiment of Canada             |                                 |                                     |                                 |
| Lieutenant-colonel G. Hedley Basher                 | 1939-1942                       | Lieutenant-colonel D.H.C. Mason     | 1940-1943                       |
| Lieutenant-colonel S.H Wedd                         | 1943-1945                       | Lieutenant-colonel J.C.H. Anderson  | 1946-1947                       |
| Lieutenant-colonel G.M. MacLachlan                  | 1947-1948                       | Lieutenant-colonel J.G. Housser     | 1948-1951                       |
| Lieutenant-colonel H.W. Caldwell                    | 1951-1954                       | Lieutenant-colonel S.F. Turner      | 1954-1956                       |
| Lieutenant-colonel D.R. Wilkie                      | 1956-1959                       | Lieutenant-colonel C.S. Frost       | 1959-1962                       |
| Lieutenant-colonel G.K. Bell                        | 1962-1965                       | Lieutenant-colonel R.G. Douglas     | 1965-1967                       |
| Lieutenant-colonel A.E. Neal                        | 1967-1970                       | Lieutenant-colonel P. Fairclough    | 1970-1973                       |
| Lieutenant-colonel G.E. Taylor                      | 1973-1976                       | Lieutenant-colonel G.S. Thompson    | 1976-1979                       |
| Lieutenant-colonel J.C.C.Z. Iversen                 | 1979-1982                       | Lieutenant-colonel G.S. Sloan       | 1982-1985                       |
| Lieutenant-colonel A.J. Praysner                    | 1985-1988                       | Lieutenant-colonel D.W.T. Hall      | 1988-1992                       |
| Lieutenant-colonel K.W. Voss                        | 1992-1995                       | Lieutenant-colonel H.C. Flood       | 1995-1999                       |
| Lieutenant-colonel G.R. Stafford                    | 1999-2002                       | Lieutenant-colonel V. Sharma        | 2002-2005                       |
| Lieutenant-colonel W.J. Perchal                     | 2005-2008                       | Lieutenant-colonel C.A. Trollope    | 2008-2011                       |
| Lieutenant-colonel J.R.W. Jones                     | 2011-2014                       | Lieutenant-colonel T.P.R. Payne     | Depuis 2014                     |

| Nom                              | Années    | Nom                                | Années    |
| -------------------------------- | --------- | ---------------------------------- | --------- |
| Lieutenant-colonel D.E. Catto    | 1942      | Lieutenant-colonel A.H. Fraser     | 1942      |
| Lieutenant-colonel F.L. Nicholls | 1942-1943 | Lieutenant-colonel F.S. Wilder     | 1943-1944 |
| Lieutenant-colonel A.M. Young    | 1944      | Lieutenant-colonel J.C.H. Anderson | 1944      |
| Lieutenant-colonel R.G. Young    | 1944      | Lieutenant-colonel R.M. Lendrum    | 1944-1945 |

## Perpétuations

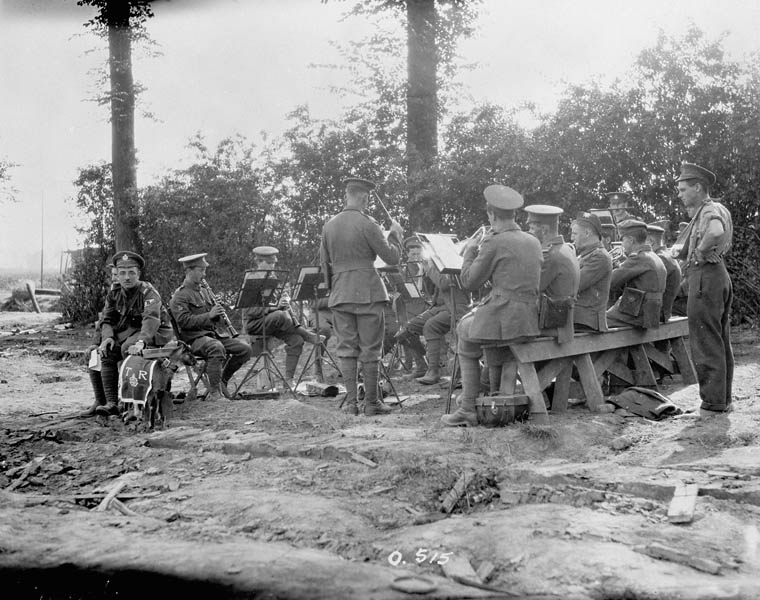
La fanfare du 3e Bataillon, CEC en août 1916

En plus de sa propre histoire, The Royal Regiment of Canada perpétue l'histoire de six bataillons du Corps expéditionnaire canadien (CEC) de la Première Guerre mondiale : les 3e, 58e, 123e, 124e, 170e et 204e Bataillon, CEC.

### 3eBataillon, CEC

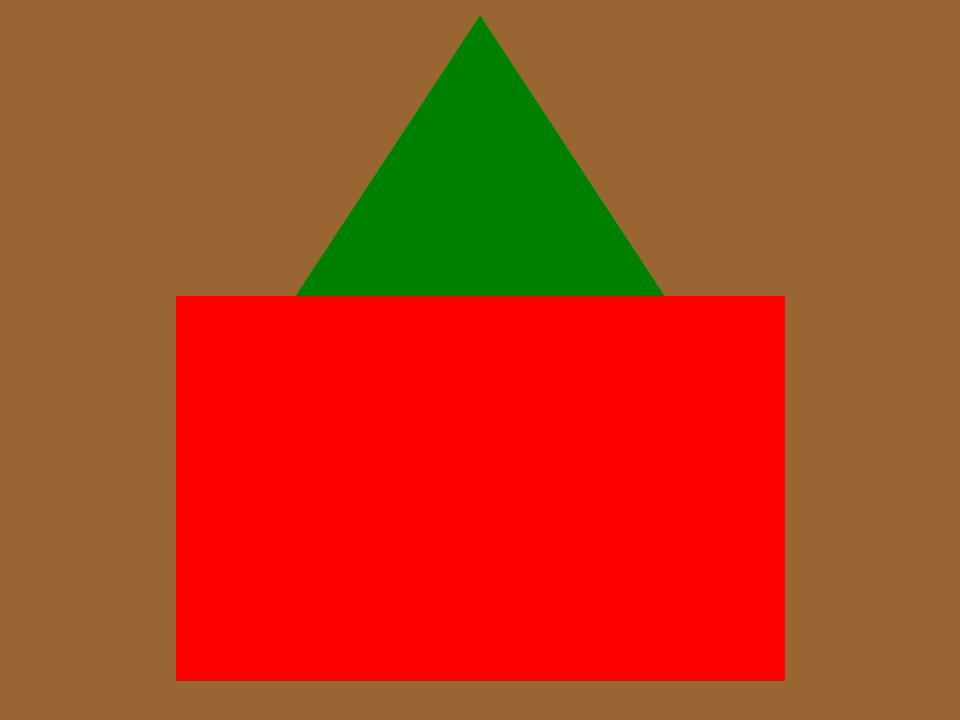
Insigne distinctif du 3e Bataillon (Toronto Regiment), CEC

Le 3e Bataillon (Toronto Regiment), CEC a été autorisé à être mobilisé le 6 août 1914. Il portait l'inscription « III Toronto Regiment » sur son insigne d'unité. Il a mené son entraînement initial au camp Valcartier au Québec avant de s'embarquer pour la Grande-Bretagne le 3 octobre 1914 à Québec à bord du S.S. Tunisian et il arriva à Plymouth le 14 octobre. Il s'entraîna d'abord à la plaine de Salisbury en Angleterre d'octobre 1914 à février 1915. Il débarqua en France le 11 février 1915 où il combattit, ainsi qu'en Flandres, jusqu'à la fin du conflit en tant que composante de la 1re Brigade d'infanterie canadienne de la 1re Division canadienne. Son premier commandant fut le lieutenant-colonel Robert Rennie, CB, CMG, DSO, MWO jusqu'en novembre 1915. Il fut remplacé par le lieutenant-colonel William D. Allen, DSO jusqu'en octobre 1916, puis, par le lieutenant-colonel J. Barlett Rogers, CMG, DSO, MC jusqu'en avril 1919. Il fut dissous le 15 septembre 1920. En somme, 63 officiers et 1 708 membres du rang des QOR of C ont servi avec le 3e Bataillon, CEC dont 23 officiers et 309 membres du rang qui moururent au combat.

### 58eBataillon, CEC

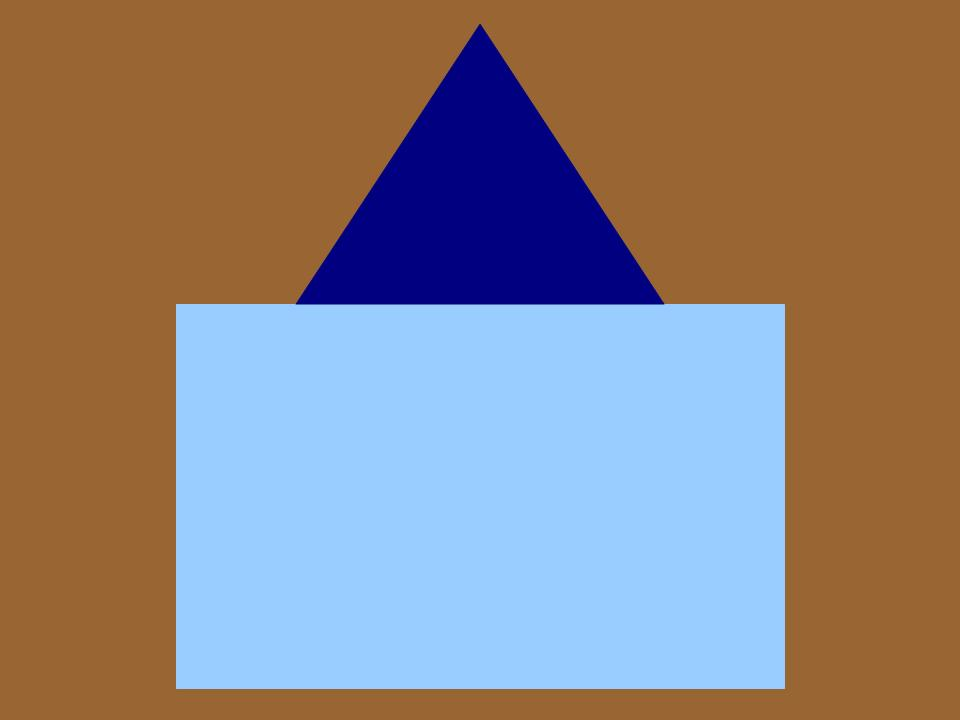
Insigne distinctif du 58e Bataillon, CEC

Le 58e Bataillon, CEC fut créé le 20 avril 1915 et s'embarqua pour la Grande-Bretagne le 22 novembre suivant. Le 22 février 1916, il débarqua en France en tant que composante de la 9e Brigade d'infanterie canadienne au sein de la 3e Division canadienne où il combattit jusqu'à la fin du conflit. Il fut officiellement dissous le 15 septembre 1920.

### 123eet 124eBataillon, CEC
Les 123e et 124e Bataillon, CEC furent créés le 22 décembre 1915 et s'embarquèrent pour la Grande-Bretagne les 7 et 8 août 1916. Le 17 janvier 1917, en Angleterre, ils furent convertis en unité de pionniers et respectivement rebaptisés en « 123e Bataillon de pionniers canadiens, CEC » et « 124e Bataillon de pionniers canadiens, CEC ». Le 10 mars suivant, le 123e débarqua en France. Le 124e fit de même le lendemain. Le 123e servit en tant que composante de la 3e Division canadienne et le 124e au sein de la 4e Division canadienne. Le 25 mai 1918, le personnel du 123e fut transféré au 7e, 8e et 9e Bataillon d'ingénieurs canadiens, CEC. Le lendemain, c'est au tour du personnel du 124e d'être transféré au 10e, 11e et 12e Bataillon d'ingénieurs canadiens, CEC. Les 123e et 124e Bataillon, CEC furent officiellement dissous le 15 septembre 1920.

### 170eet 204eBataillon, CEC
Les 170e et 204e Bataillon, CEC furent créés le 15 juillet 1916. Le 170e s'embarqua pour la Grande-Bretagne le 25 octobre et son personnel fut transféré, le 8 décembre au 169e Bataillon, CEC. De son côté, le 204e s'embarqua pour la Grande-Bretagne le 28 mars et, le 4 mai, son personnel fut transféré au 2e Bataillon de réserve, CEC. Le 169e Bataillon, CEC et le 2e Bataillon de réserve, CEC servaient à fournir des renforts aux troupes canadiennes au front. Le 170e et le 204e Bataillon, CEC furent officiellement dissous le 17 juillet 1917.

## Honneurs et distinctions

### Honneurs de bataille

Drapeau consacré du Royal Regiment of Canada affichant 24 des honneurs de bataille du régiment

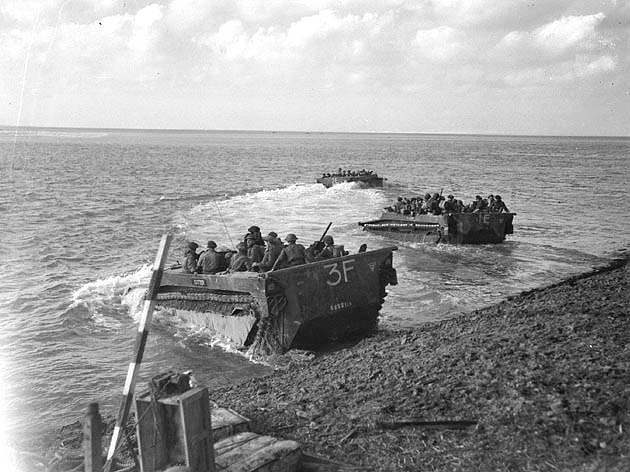
Des véhicules amphibies transportant les troupes de la 1re Armée canadienne pendant la bataille de l'Escaut en Belgique en septembre 1944 lors de la Seconde Guerre mondiale

Les honneurs de bataille sont le droit donné par la Couronne au régiment d'apposer sur ses couleurs les noms des batailles ou des conflits dans lesquels il s'est illustré. Au cours de son histoire, The Royal Regiment of Canada et les unités qu'il perpétue ont reçu un total de 47 honneurs de bataille.
| Rébellion du Nord-Ouest                                                                  | Rébellion du Nord-Ouest                  |
| ---------------------------------------------------------------------------------------- | ---------------------------------------- |
| Fish Creek (*)                                                                           | Batoche (*)                              |
| Canada du Nord-Ouest, 1885 (*)                                                           |                                          |
| Guerre d'Afrique du Sud                                                                  |                                          |
| Afrique du Sud, 1899-1900 (*)                                                            |                                          |
| Première Guerre mondiale                                                                 |                                          |
| Ypres, 1915, '17 (*)                                                                     | Gravenstafel                             |
| Saint-Julien (*)                                                                         | Festubert, 1915 (*)                      |
| Mont Sorrel (*)                                                                          | Somme, 1916, '18 (*)                     |
| Pozières                                                                                 | Flers-Courcelette                        |
| Crête d'Ancre                                                                            | Arras, 1917, '18 (*)                     |
| Vimy, 1917 (*)                                                                           | Arleux                                   |
| Scarpe, 1917, '18                                                                        | Côte 70                                  |
| Passchendaele (*)                                                                        | Amiens (*)                               |
| Drocourt-Quéant (en)                                                                     | Ligne Hindenburg (*)                     |
| Canal du Nord                                                                            | Cambrai, 1918                            |
| Poursuite vers Mons (*)                                                                  | France et Flandres, 1915-18              |
| Seconde Guerre mondiale                                                                  |                                          |
| Dieppe (*)                                                                               | Crête de Bourguébus                      |
| Faubourg de Vaucelles (*)                                                                | Crête de Verrières-Tilly-la-Campagne (*) |
| Falaise (*)                                                                              | Route de Falaise                         |
| Clair Tizon                                                                              | Forêt de la Londe                        |
| Dunkerque, 1944                                                                          | L'Escaut (*)                             |
| Woensdrecht                                                                              | Beveland-Sud (*)                         |
| La Rhénanie                                                                              | Route de Goch-Calcar                     |
| La Hochwald (*)                                                                          | Xanten (*)                               |
| Canal Twente (*)                                                                         | Groningue                                |
| Oldinburg                                                                                | Nord-Ouest de l'Europe, 1942, 1944-1945  |
| Guerre d'Afghanistan                                                                     |                                          |
| Afghanistan                                                                              |                                          |
| (*) Indique un honneur de bataille qui est blasonné sur le drapeau consacré du régiment. |                                          |

### Récipiendaires de la croix de Victoria

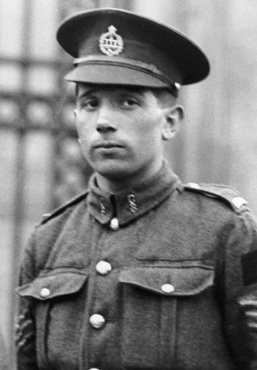
Colin Fraser Barron, récipiendaire de la croix de Victoria

La croix de Victoria est la plus haute récompense du Commonwealth. Elle est décernée en reconnaissance d'un acte de bravoure et de dévouement ultime face à l'ennemi. Trois membres du Royal Regiment of Canada en ont été décorés pour leurs actions au cours de la Première Guerre mondiale : le caporal Colin Fraser Barron, le lieutenant George Fraser Kerr et le caporal Harry Garnet Bedford Miner (à titre posthume).

## Traditions et patrimoine

Drapeau de camp du Royal Regiment of Canada

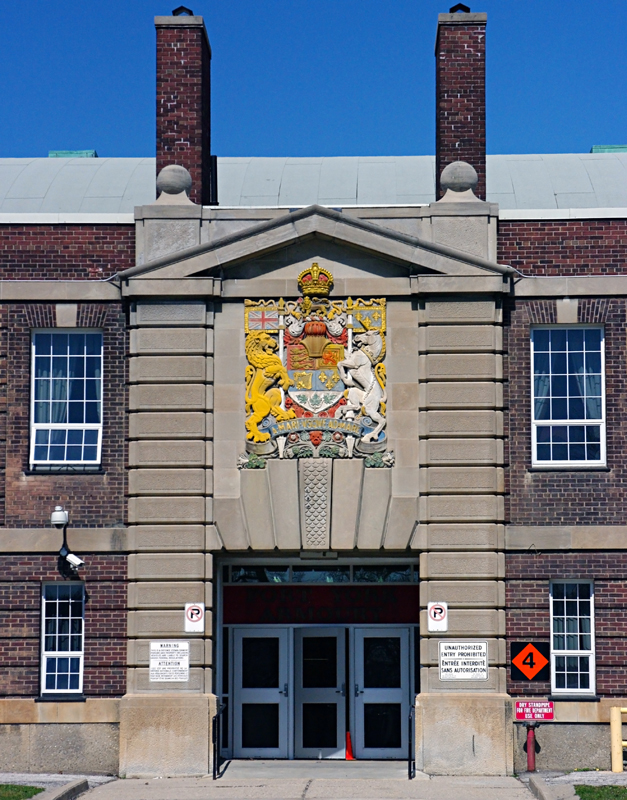
Entrée du manège militaire de Fort York

Les traditions et les symboles du Royal Regiment of Canada sont les éléments essentiels à l'identité régimentaire. Le symbole le plus important est l'insigne du régiment qui est composé d'une couronne de croix pattées et de fleurs de lis d'or sertie au naturel soutenue d'une bande d'hermine et enfilée de trois plumes d'autruche d'argent dont les bouts sont entrelacés avec un listel d'azur liséré et bouclé d'or portant l'inscription « Ich Dien » en lettres majuscules d'or sur fond de gueules. Le tout est entouré d'une jarretière d'azur lisérée et bouclée d'or portant l'inscription « Honi soit qui mal y pense » en lettres majuscules d'or accompagné en chef d'un listel d'azur portant l'inscription « Nec aspera terrent » en lettres majuscules d'or, en pointe d'un listel de même couleur en pointe portant l'inscription « Ready Aye Ready » également en lettres majuscules d'or et aux deux flancs de feuilles d'érable aux couleurs d'automne brochant sur une étoile diamantée d'or sommée de la couronne royale au naturel et soutenue d'un listel de gueules liséré d'or portant l'inscription « The Royal Regiment of Canada » en lettres majuscules d'or,. Deux corps des Cadets royaux de l'Armée canadienne portent également l'insigne du Royal Regiment of Canada : le corps 2736 du manège militaire Fort York et l-e corps 3045 d'Arctic Bay.
Un autre élément important de l'identité d'un régiment est les marches régimentaires. The Royal Regiment of Canada a deux marches rapides, ou au pas cadencé, British Grenadiers suivie par Here's to the Maiden, et une marche lente, Royal Regiment of Canada - Regimental Slow March. Le régiment a deux devises qui sont « Ready, Aye Ready » (« Prêt, oui prêt » en anglais) et « Nec Aspera Terrant » (« Et les diffucultés ne font pas peur » en latin),. Dans la devise en anglais, « aye » signifie « toujours ».
Outre sa structure opérationnelle, le régiment possède une gouvernance cérémonielle. La position la plus importante de cette gouvernance est celle de colonel en chef. Historiquement, le colonel en chef d'un régiment était son mécène, souvent royal. Le colonel en chef du Royal Regiment of Canada est Son Altesse Royale le prince Charles de Galles depuis 1977, poursuivant une tradition commencée par son grand-oncle le roi Édouard VIII,.
The Royal Regiment of Canada est affilié avec The Duke of Lancaster's Regiment (King's, Lancashire and Border) (en) de la British Army et le Royal Victoria Regiment de l'Australian Army.

## Fanfare du Royal Regiment of Canada

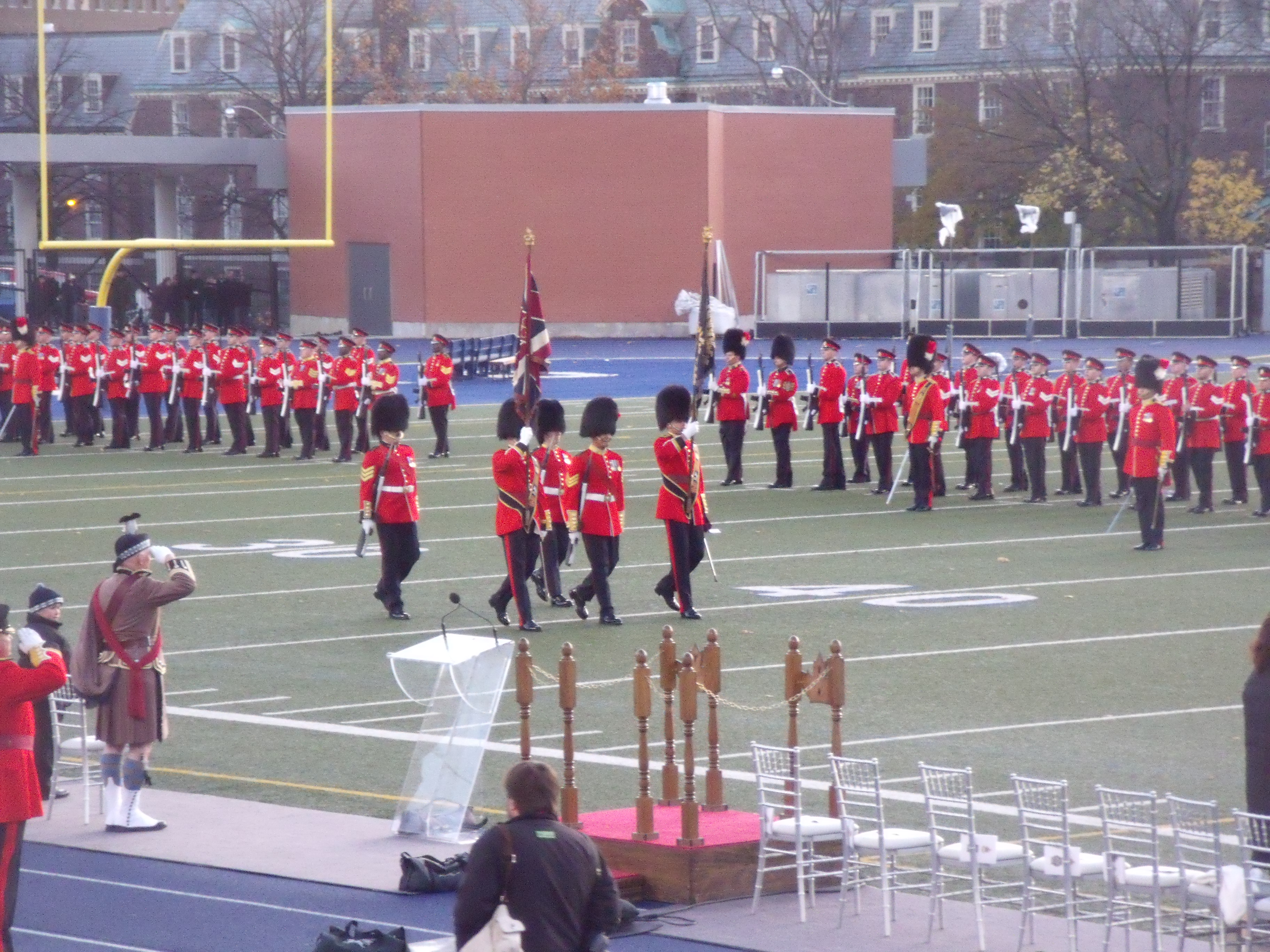
The Royal Regiment of Canada durant un défilé en novembre 2009

Ayant été créée en 1863, la fanfare du Royal Regiment of Canada (The Band of The Royal Regiment of Canada en anglais) est la plus ancienne fanfare organisée en service ininterrompu des Forces armées canadiennes. Elle joue lors de différentes cérémonies militaires dans l'ensemble du Canada. Elle performe également de temps à autre au niveau international par exemple lorsqu'elle a joué pour le colonel en chef du régiment, le prince de Galles au palais de Buckingham à Londres au Royaume-Uni et en France lors du 50e anniversaire du débarquement de Dieppe.

## Musée du Royal Regiment of Canada
Le musée du Royal Regiment of Canada (The Royal Regiment of Canada Museum en anglais) est situé dans le manège militaire de Fort York à Toronto en Ontario. Il préserve et expose plusieurs objets, incluant des armes, des uniformes, des médailles, des photographies et des artefacts, relatant l'histoire du régiment et des bataillons du Corps expéditionnaire canadien de la Première Guerre mondiale qu'il perpétue. Il est affilié avec l'Association des musées canadiens, le Réseau canadien d'information sur le patrimoine, l'Organisation des musées militaires du Canada (en) et le Musée virtuel du Canada.